# Estadio "Padre Kino"
El Estadio "Padre Kino" en Magdalena de Kino, Sonora, fue fundado en 1916. El nombre del estadio es después del misionero jesuita Eusebio Francisco Kino. El estadio es casa de los Membrilleros de Magdalena, juegan en la Liga Norte de Sonora Amateur. El estadio fue remodelado para la temporada 2009. 
También se hacen juegos de entrenamiento para equipos como Naranjeros de Hermosillo de la liga mexicana del pacífico.
El estadio está ubicado en la unidad deportiva en un complejo de béisbol que cuenta con 3 canchas de béisbol, dos con pasto y una de tierra, siendo este el más grande de todos, en una área al norte de la ciudad hacia Nogales, Sonora por la avenida Niños Héroes siendo la misma carretera federal 15..
Atrás del estadio está la escuela secundaria Luis Donaldo Colosio.
La capacidad del estadio son 3,000 asientos. 
- Datos: Q8842753